# Wu Zhifan
Wu Zhifan (chinesisch 伍志帆; * 5. März 2001) ist eine chinesische Cross-Country-Mountainbikerin.

## Sportlicher Werdegang
Bei den Junioren war Wu in den Asien-Meisterschaften erfolgreich, 2019 gewann sie dort den Titel im olympischen Cross-Country (XCO). Bedingt durch die Corona-Pandemie war sie erst 2023 wieder international aktiv und wurde, nunmehr in der Elite, zweifache Asien-Meisterin im Cross-Country Eliminator (2023) sowie im Cross-Country XCO (2024).
Bei nationalen Meisterschaften war sie 2019 Zweite und 2022 Dritte. Außerhalb Asiens trat sie lediglich im Weltcup 2024 beim Saisonauftakt in Brasilien in Erscheinung. Der chinesische Verband nominierte sie für das olympische Mountainbike-Rennen 2024, das sie auf dem 22. Rang beendete.

## Erfolge
2018
 Asien-Meisterin – Staffel XCR
 Asien-Meisterschaften (Junioren) – Cross-Country XCO
2019
 Asien-Meisterin – Staffel XCR
 Asien-Meisterin (Junioren) – Cross-Country XCO
2023
 Asien-Meisterin – Eliminator XCE
 Asien-Meisterschaften – Cross-Country XCO
2024
 Asien-Meisterin – Cross-Country XCO, Staffel XCR